# Initiative populaire « Financer l'avortement est une affaire privée »
L'initiative populaire « Financer l'avortement est une affaire privée - Alléger l'assurance-maladie en radiant les coûts de l'interruption de grossesse de l'assurance de base » est une initiative populaire suisse, refusée par le peuple le 9 février 2014.

## Contenu
L'initiative propose de modifier l'article 117 de la Constitution fédérale pour y ajouter un troisième alinéa spécifiant que les coûts liés à l'avortement ne sont pas pris en charge par l'assurance maladie obligatoire. Le texte complet de l'initiative peut être consulté sur le site de la Chancellerie fédérale.

## Déroulement

### Contexte historique
En Suisse, l'avortement « après la douzième semaine suivant le début des dernières règles » est interdit et considéré comme un délit selon les articles 118 à 121 du code pénal. Entrés en vigueur au 1er janvier 1942, ces articles sont le fruit d'âpres négociations ; en particulier, l'unique exception « en vue d'écarter un danger impossible à détourner autrement et menaçant la vie de la mère ou menaçant sérieusement sa santé d'une atteinte grave et permanente » est jugée à la fois insuffisante et trop permissive[Par qui ?][réf. souhaitée].
Le 1er décembre 1971, une initiative « concernant la décriminalisation de l'avortement » est déposée à la Chancellerie fédérale pour obtenir une dépénalisation totale de l'interruption de grossesse. De nombreuses réactions politiques vont alors se produire dans le pays, dont une initiative du canton de Neuchâtel demandant d'abroger les articles du code pénal sur l'avortement et, à l'inverse, une pétition « Oui à la vie - Non à l'avortement » adressée au gouvernement fédéral avec 180 000 signatures et demandant le maintien et le renforcement de l'interdiction de l'avortement.
En parallèle, le Conseil fédéral confie dès septembre 1971 à une commission d'experts la tâche d'examiner cette question ; incapable de trancher, cette commission rend en 1974 un rapport présentant plusieurs solutions possibles sans en recommander une en particulier. Le gouvernement présente alors au parlement, comme contre-projet indirect à l'initiative, une proposition de loi adoucissant les peines liées à l'avortement et prévoyant certains cas (médicaux, sociaux, éthiques ou eugéniques) dans lesquels une interruption de grossesse est tolérée.
Les deux chambres du parlement vont, dans les deux années suivantes, s'opposer sur la manière de régler l'interruption non punissable de la grossesse. Alors que le projet de loi fait la navette entre le Conseil national et le Conseil des États, une nouvelle initiative est lancée pour autoriser l'avortement pendant les 12 premières semaines de grossesse ; cette nouvelle initiative, une fois son aboutissement constaté par la Chancellerie fédérale, conduit les auteurs de la première à retirer leur texte en faveur de cette proposition. Malgré ce soutien, l'initiative pour le délai est refusée en votation populaire le 25 septembre 1977. Une nouvelle initiative appelée « Droit à la vie » connaît le même sort le 9 juin 1985.
Les travaux fédéraux concernant la loi sur la protection de la grossesse se poursuivent en parallèle au parlement. La loi est finalement adoptée le 24 juin 1977 ; si elle continue à considérer l'avortement comme un délit, elle prévoit également plusieurs exceptions dans le domaine médical, social, juridique (si la grossesse est le fruit d'un acte contraint) ou en cas de lésions de l'enfant. Soumise au référendum, cette loi est rejetée en votation le 28 mai 1978.
Alors que de fait, entre 1980 et 1998, seules 5 condamnations pénales sont prononcées dans le pays pour une interruption de grossesse non autorisée, la Commission des affaires juridiques du Conseil national publie un premier rapport en vue d'une modification de la loi en faveur d'un délai de 12 semaines où l'avortement serait autorisé. Une initiative « pour la mère et l'enfant » est lancée en réaction à ce rapport ; cette initiative est refusée en votation par plus de 80 % des votants le 2 juin 2002, alors que, le même jour, une modification de la loi autorise le remboursement des frais liés aux cas autorisés d'interruptions de grossesse. C'est cette modification qui est attaquée par la présente initiative, qui demande que ces coûts soient pris en charge par une assurance complémentaire.

### Récolte des signatures et dépôt de l'initiative
La récolte des 100 000 signatures nécessaires débute le 26 janvier 2010. Le 4 juillet 2011, l'initiative est déposée à la Chancellerie fédérale, qui constate son aboutissement le 16 août.

### Discussions et recommandations des autorités
Le Conseil fédéral et le parlement recommandent tous deux le rejet de l'initiative. Dans son message à l'Assemblée fédérale, le Conseil fédéral relève que la suppression du remboursement de l'interruption de grossesse par l'assurance-maladie obligatoire aurait des conséquences négatives sur le plan social (dû a un manque de clarté des textes définissant les cas de remboursement) et sur le plan sanitaire, avec un risque accru d'interruptions de grossesse pratiquées en dehors du cadre légal.
Les recommandations de vote des partis politiques sont les suivantes : 
| Parti politique              | Recommandation |
| ---------------------------- | -------------- |
| Parti bourgeois-démocratique | non            |
| Parti chrétien-social        | non            |
| Parti démocrate-chrétien     | non            |
| Parti socialiste             | non            |
| Vert'libéraux                | non            |
| Les Libéraux-Radicaux        | non            |
| Union démocratique du centre | oui            |
| Les Verts                    | non            |

## Résultats
Soumise à votation le 9 février 2014, l'initiative est rejetée par tous les cantons, à l'exception de celui d'Appenzell Rhodes-Intérieures et par 69,8 % des suffrages exprimés. Le tableau ci-dessous détaille les résultats par canton pour ce vote :